# 明斯克縣

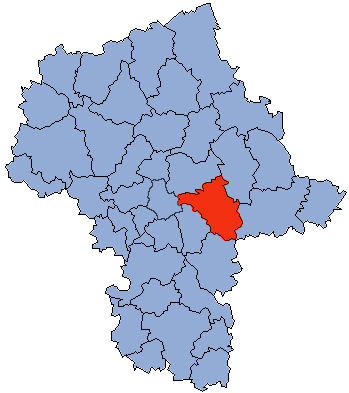

52°11′N 21°34′E / 52.183°N 21.567°E
明斯克縣（波蘭語：Powiat miński），是波蘭的縣份，位於該國中東部，由馬佐夫舍省負責管轄，首府設於馬佐夫舍地區明斯克，面積1,164平方公里，2006年人口141,048，人口密度每平方公里120人。